# 서천왕
서천왕(西川王, ? ~ 292년, 재위 : 270년 음력 10월 ~ 292년)은 고구려의 제13대 국왕이다. 이름은 약로(藥盧) 또는 약우(若友)이고 중천왕의 둘째 아들이다. 서양왕(西壤王)이라고도 한다.

## 생애
255년에 태자가 되었고, 270년에 중천왕의 뒤를 이어 즉위하였다.
271년 정월에 서부(西部) 대사자(大使者) 우수(于漱)의 딸을 왕후로 삼았으며, 7월에 국상 음우(陰友) 가 죽자 음우의 아들 상루(尙婁)를 국상으로 삼았다. 280년 숙신(肅愼)이 쳐들어오자 동생 달가(達賈)를 보내 이를 격퇴하게 했다. 달가는 단로성(檀盧城)을 빼앗아 추장을 죽이고, 6백여 가구를 부여 남쪽의 오천(烏川)으로 이주시켰으며 부락 예닐곱 곳을 복속시켰다. 서천왕은 달가를 안국군(安國君)으로 삼아 군대를 지휘하게 하였고, 양맥과 숙신의 여러 부락을 통솔하게 하였다. 286년에는 동생 일우(逸友)와 소발(素勃)이 반란을 획책하여 거짓으로 병을 칭하고 입조하지 않았다. 이에 서천왕은 이들을 재상으로 삼는다고 속여 입조한 두 사람을 체포·처형하였다.
서천왕은 276년과 288년, 두 차례에 걸쳐 신성(新城)으로 순행하였다. 이는 신성이 서쪽 변경의 중요한 거점이었다는 것을 의미한다. 특히 288년의 순행은 3월에서 11월에 걸친 장기간의 순행이었다.
292년에 왕이 죽자 서천원(西川原)에 장사지냈다. 서천왕릉은 296년에 모용외(慕容廆)가 쳐들어왔을 때 도굴당했는데, 이때 도굴하던 자들이 갑자기 죽고 무덤 안에서 음악 소리가 들려와 이를 두려워한 적군이 퇴각하였다고 한다.

## 가족 관계
- 아버지 : 중천왕(中川王, 224~270)
- 어머니 : 왕후 연씨(王后 椽氏)
  - 왕비 : 왕후 우씨(王后 于氏) - 서부(西部) 대사자(大使者) 우수(于漱)의 딸이다. 271년에 왕후에 간택되었다.
    - 아들 : 봉상왕(烽上王, ?~300) - 제14대 국왕
    - 아들 : 돌고(咄固, ? ~ 293) - 293년에 봉상왕이 역모죄를 씌워 자결토록 하였다.
      - 손자 : 미천왕(美川王, ?~331) - 제15대 국왕

## 같이 보기
- 백제
  - 고이왕 (234년~286년)
  - 책계왕 (286년~298년)
- 신라
  - 미추 이사금 (261년~284년)
  - 유례 이사금 (284년~298년)
- 가야
  - 마품왕 (253년~291년)
  - 거질미왕 (291년~346년)
- 왜
  - 오진 천황 (270년~310년)
- 서진
  - 진 세조 무제 (265년~290년)
  - 진 혜제 (290년~306년)

| 전 대 중천왕 | 제13대 고구려 국왕 270년 - 292년 | 후 대 봉상왕 |